# Валентин Гичев
Валентин Гичев е български олимпиец, участвал на зимните олимпийски игри в Сараево през 1984 г., трикратен шампион на България по слалом, треньор и спортен функционер.

## Биография
Роден е на 15 януари 1961 година в Габрово в семейството на състезателя по колоездене Стефан Цонев. За първи път кара ски през 1968 г. Когато е 11-годишен, Гичев печели мъжката купа „Стефан Гадев“ в Габрово. През 1972 г. е вицешампион на България в дисциплините спускане и гигантски слалом за деца. През следващата година печели титлите в комбинацията, спускането и гигантския слалом, третото място в слалома под треньорството на Иван Иванов.
Участва в 2 от 3-те алпийски дисциплини – гигантски слалом и слалом на зимните олимпийски игри, проведени Сараево през 1984 година.
Резултати от Сараево 1984:
- гигантски слалом – 28-и от 108 участници,
- слалом – дисквалифициран.

Гичев е трикратен шампион на България по слалом. През 1984 г. печели купата „Отечествен фронт“. Участва на световните първенства в Шладминг през 1982 г., в Бормио през 1985 г., където се класира 10-и на слалом и 15-и в комбинацията, и в Кранс Монтана през 1987 г. Контузва се на световното първенство в Кранс Монтана, което води до края на активната му спортна кариера.
След спортната си кариера Гичев завършва Националната спортна академия и работи като треньор на женския национален отбор до 1992 г. Работи 5 години в град Инсбрук, Австрия като треньор в академията на Хюго Ниндл.
От 2006 г. оглавява направление „Организация на състезания“ към Българската федерация по ски и след 2007 г. организира 5 европейски и 5 световни купи по ски. От 2009 г. е постоянен член на комисията „Алпийски трасета и хомологации“ на Световната федерация по ски (ФИС) и единственият българин, имащ право да лицензира трасета за ски.
Работи по организацията на зимните олимпийски игри в Сочи през 2014 г. Отговорен е за подготовката и обезпечаването на мъжките трасета от декември 2013 и до март 2014 г. От 2015 г. е консултант на Корейския олимпийски комитет и отговаря за подготовката на трасетата за техничните дисциплини на олимпийските игри в Пьонгчанг през 2018 г. През 2021 г. заема поста заместник министър на младежта и спорта в служебното правителство на Стефан Янев.

## Семейство
Женен от 1980 г., има 2 сина.